# لويس مانسيل
لويس مانسيل (بالإنجليزية: Lewis Mansell)‏ هو لاعب كرة قدم بريطاني في مركز الهجوم، ولد في 20 سبتمبر 1997 في بيرنلي في المملكة المتحدة. لعب مع بلاكبيرن روفرز.